# Johann Gottlieb Michaelis
Johann Gottlieb Michaelis, auch Johann Theophil Michaelis (* 4. Juni 1704 in Dresden; † 9. Dezember 1740 ebenda), war sächsischer Geheimkämmerer, Verwalter der Mineraliensammlung, des mathematisch-physikalischen Kabinetts und seit 1739 Inspektor (= Direktor) der kurfürstlichen Kunstkammer.

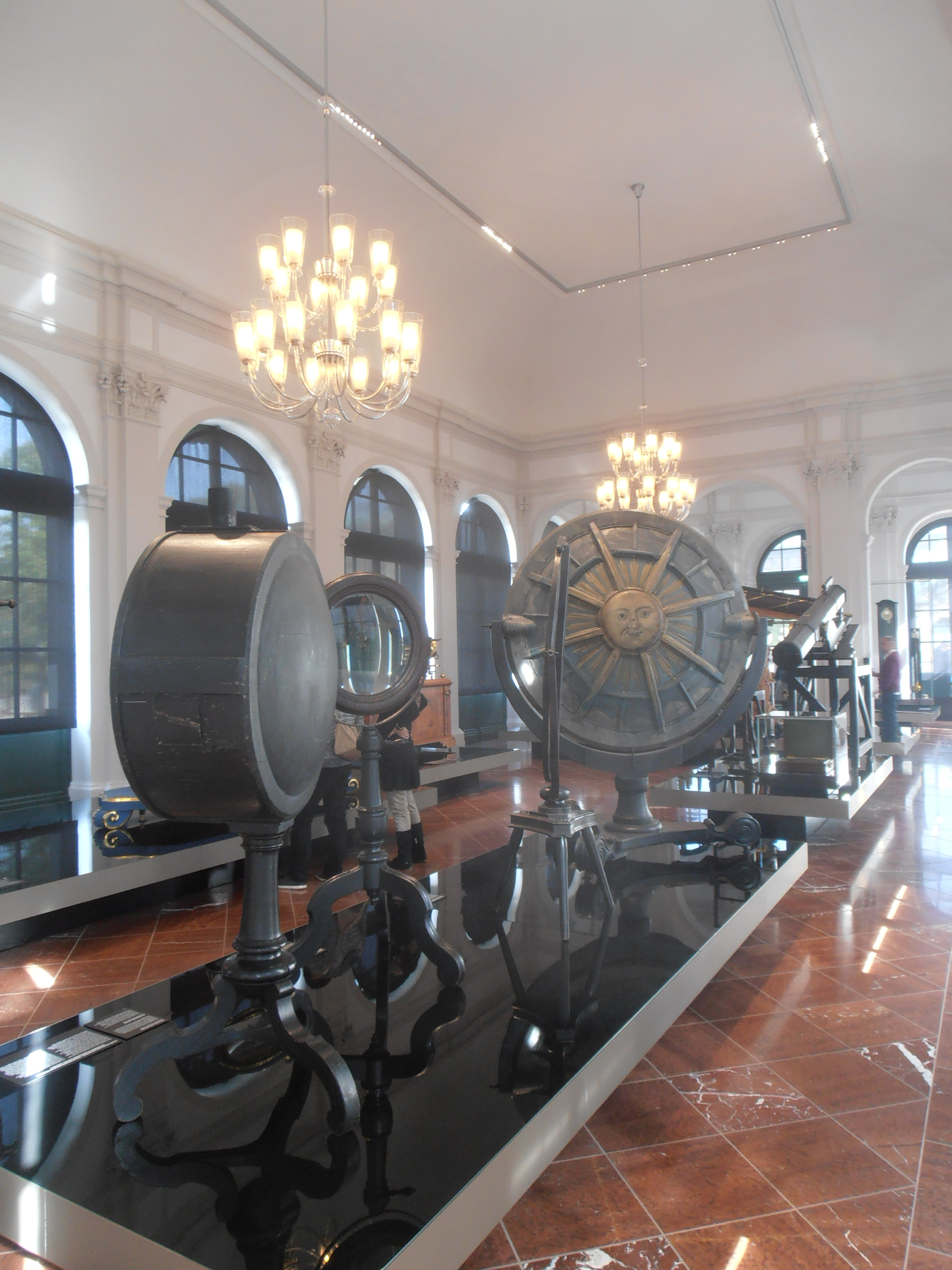
Brennlinse (2. Objekt von links) in der Ausstellung des Mathematisch-Physikalischen Salons

Der einzige Sohn des Kirchners und Optikers Johann Gottfried Michaelis und dessen Frau Maria Dorothea, geb. Schlemmer, erhielt durch seinen Vater und einen Ingenieur Unterricht in Optik, Geometrie und Fortification. Er studierte 1721 bis 1724 an der Universität Leipzig und war anschließend in Dresden weiter forschend tätig. Er verbesserte Ferngläser und konnte so detaillierte Beschreibungen der damaligen Sonnen- und Mondfinsternissen an den sächsischen Hof melden. An abgebrochenen Steinen der alten Frauenkirche erkannte er Abdrücke von Muscheln, die er zur weiteren Untersuchung in größerem Umfang sammelte. Diese Naturaliensammlung brachte ihm 1727 eine Anstellung am sächsischen Hof als Kunstkammer-Adjunkt ein und er war als solcher seit 1728 für das mathematisch-physikalische Kabinett zuständig. Dort hat er bislang in Kisten verschlossene Gerätschaften entnommen, zusammengesetzt und beschrieben.
Eine von ihm 1728 gebaute Brennlinse befindet sich in der Sammlung des inzwischen als Salon bezeichneten Kabinetts. Diese Linse mit der dazu abgefassten lateinischen Dokumentation brachten ihm am 15. April 1735 die Wahl zum Mitglied (Matrikel-Nr. 447) der Leopoldina mit dem verliehenen Beinamen Archimedes II. ein.
Nachdem Michaelis zwei alte, auf Schloss Hartenfels befindliche Tafeln, deren mit Wasserfarben aufgetragene kursächsische Genealogie unleserlich geworden war, mittels Vergrößerungsgläsern in 22 Wochen rekonstruieren konnte, wurde er 1734 oder 1736 zum Geheimkämmerer ernannt. Nach dem Tod von Christoph Gottlob Lichtwer im Dezember 1736 erhielt Michaelis 1737 dessen Posten als Inspektor des unter August dem Starken geschaffenen Mineralien-Kabinetts. Schließlich trat er 1739 die Nachfolge des im Januar desselben Jahres verstorbenen Tobias Beutel (der Jüngere) als Inspektor der gesamten Kunstkammer an, er starb jedoch schon Ende des darauffolgenden Jahres. Dadurch ergab sich für die Kunstkammer erneut ein Generationswechsel wie schon zwischen Tobias Beutel (dem Älteren) und dessen gleichnamigen Neffen 1690/1691 – Michaelis’ Nachfolger Gottfried Heinrich Duckwitz stand der Kammer über drei Jahrzehnte vor.
Sein Vater überlebte den unverheiratet gebliebenen Sohn um über ein Jahrzehnt.
Nach Johann Gottlieb Michaelis wurde in Dresden die in den 1990er Jahren südlich des Kaufparks Nickern angelegte Michaelisstraße  benannt.